# Schwarzbraun ist die Haselnuss
Schwarzbraun ist die Haselnuss es una canción popular alemana cuyas numerosas variantes de letra y melodía son conocidas desde finales del siglo XVIII. Entre estas se encuentran también diversas variaciones de texto, como una canción de soldados.
Es muy conocida la versión del cantante pop Schlager Heino, que apareció en su disco de larga duración Schwer war der Abschiedl . También el conjunto vocal afroamericano Golden Gate Quartet tenía la canción en su repertorio. La primera estrofa fue representada en la producción cinematográfica Otto - The Film (1985) como una referencia al videoclip Thriller de Michael Jackson, interpretada por Otto Waalkes (en el papel de Heino).  Erwin Halletz utilizó el estribillo en su composición Siempre que estoy triste, que escribió para Heinz Erhardt en su papel de Willi Hirsekorn en la película Eso no puede sacudir a nuestro Willi (1970). 

## Alusión histórica
“El simbolismo de la muchacha morena aparece en muchas canciones populares desde el siglo XVI. Describe un tipo enérgico y apasionado de mujer... La imagen opuesta es la de la mujer rubia y reservada, que normalmente se asociaba a una posición social más alta." 
| 1. La avellana es de color marrón negruzco, Yo también soy moreno, sí lo soy, Mi chica tiene que ser morena. igual que yo. | 2. Mi amorcito me dio un besito, me ofendió mucho, sí, pero se lo devolví de inmediato. ¡No acepto nada regalado!          |
| 3. Mi amorcito no tiene dote, mi amorcito no tiene dinero, no tiene dinero, pero no la dejaré, por nada en el mundo.       | 4. La avellana es de color marrón negruzco, Yo también soy moreno, sí lo soy, Mi chica tiene que ser morena. igual que yo. |
| Estribillo: Holdrio, duwiduwidi, holdria. Holdria duwiduwidi. Holdrio, duwiduwidi, holdria. Holdria duwiduwidi.            | |

## Archivo musical
- Estado Mayor de las Fuerzas Armadas, Ministerio Federal de Defensa: ¡Compañeros, canten! Cancionero de la Bundeswehr. Año de publicación 1991, p. 18.
- Cancionero de los Amigos de la Naturaleza. 2. Canciones de humor y bromas. Morgner, Halle 1930, p. 7 y ss.
- No se nos pone el sol. Canciones de las Juventudes Hitlerianas. 4.ª edición revisada. Editorial de música Tonger, Duisburgo 1934, p. 58 y ss.
- Canciones populares alemanas: una colección para cantar y hacer música, ed. : Heinrich Zelton, Edición Dörfler en Nebel Verlag GmbH, Eggolsheim 2005, ISBN 978-3-89555-343-1 .

## Enlaces web
- Schwarzbraun ist die Haselnuss) en YouTube como canción de marcha (Orquesta Federal Alemana de Viento con coro de hombres)